# Darwinův kráter (Zoo Praha)
Darwinův kráter je název expozičního komplexu v Zoo Praha, kde prezentuje faunu a floru Austrálie, zejména Tasmánie. Je umístěn v dolní části zoo v místech části tzv. staré bažantnice.
Počátek výstavby nové expozice byl oznámen 10. 7. 2018. Expozice měla být otevřena při zahájení hlavní návštěvnické sezony 2020, konkrétně 28. 3. 2020. Kvůli opatřením proti šíření epidemie koronaviru se ale termín odsunul na 30. 5. 2020.
Expozice je mj. unikátní tím, že řada z vystavovaných druhů je chována v evropských zoo velmi výjimečně. Týká se to nejen ďáblů medvědovitých, které v době otevření chovalo jen pět dalších evropských zoo. Navíc po Kodani se jedná teprve o druhý dovoz aktuálně chovaných zvířat přímo z Tasmánie. Unikátní je rovněž největší evropské hejno kormoránů černobílých či vzácně chovaní papoušci žlutoramenní, klokani obrovští (tasmánský poddruh) a poláci hnědaví. V roce 2024 zde žije jedinečná skupina druhu vombat obecný: samec Cooper (příjezd do zoo v prosinci 2021), samice Winkleigh (příjezd 2023) a jejich první mládě samička, která 15. června 2024 dostala jméno Mersey.

## Expozice
Komplex šesti výběhů a dvou voliér je umístěn mezi Rákosovým pavilonem a Rezervací Bororo, tedy někdejším Pavilonem velkých savců.
U výběhu tapírů jihoamerických jsou situovány dvě voliéry, které tvoří vstupní místo do tohoto jednosměrně přístupného tematického expozičního celku. Voliéra ptáků z buše je domovem pro tabona lesního, papouška žlutoramenného, lelkouna sovího a divoké andulky vlnkované. Větší voliéra mokřadních a vodních ptáků (např. s kormorány černobílými) je dokonce pro návštěvníky průchozí.
Střední část expozičního komplexu připomíná kráter, který existuje na Tasmánii a který vznikl dopadem meteoritu a inspiroval tvůrce k pojmenování expozice. Prochází jí vyhlídková cesta, kolem které jsou po stranách rozmístěné výběhy, zejména pro ďábly medvědovité a vombatů obecných. Návštěvníci mohou v pavilonové části nahlédnout do jejich vnitřní ubikace i do expozice ježur a dvou druhů australských hadů. Součástí vzniklých staveb je také rozsáhlé chovatelské zázemí.
Největší z výběhů je situován do cípu cest u velké voliéry dravců a je průchozí. Jeho obyvateli se staly dva druhy klokanů: klokan rudokrký a klokan obrovský.

Součástí komplexu je i interaktivní skalní stěna, která odkazuje na aboriginskou kulturu a konkrétně stěnu Gulgurn Manja Shelter ve státu Victoria.

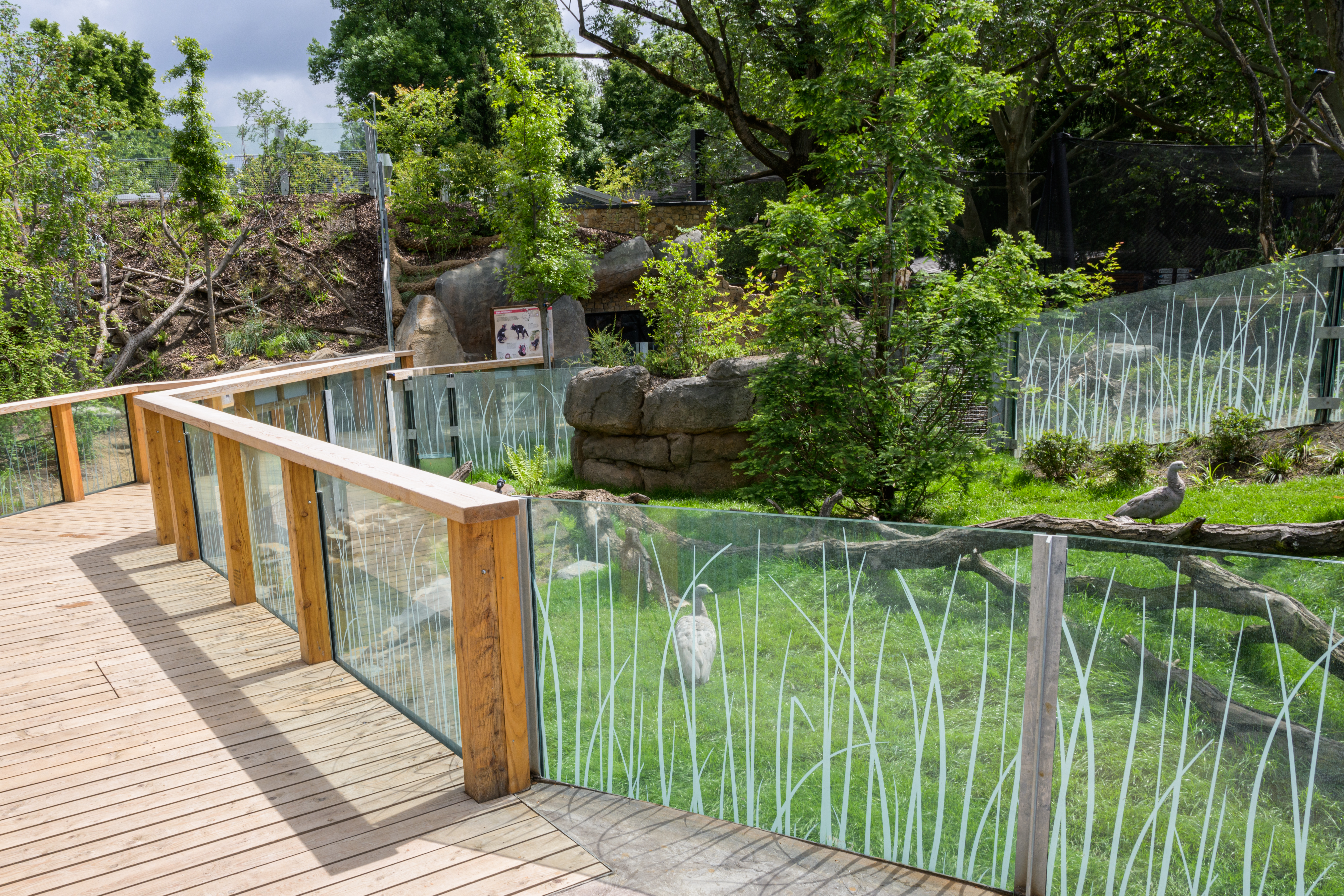
Expozice Darwinův kráter
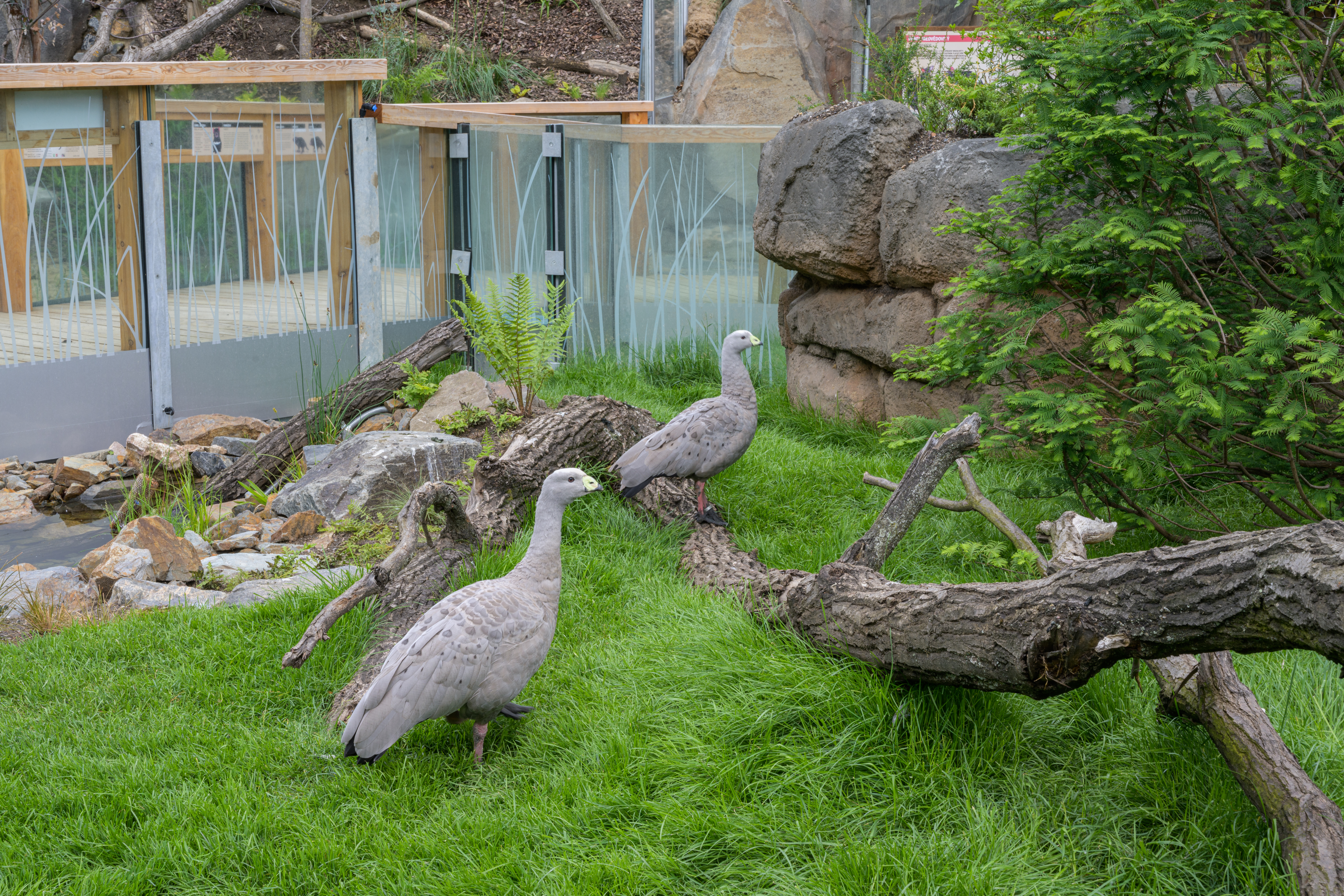
Husy kuří v Darwinově kráteru
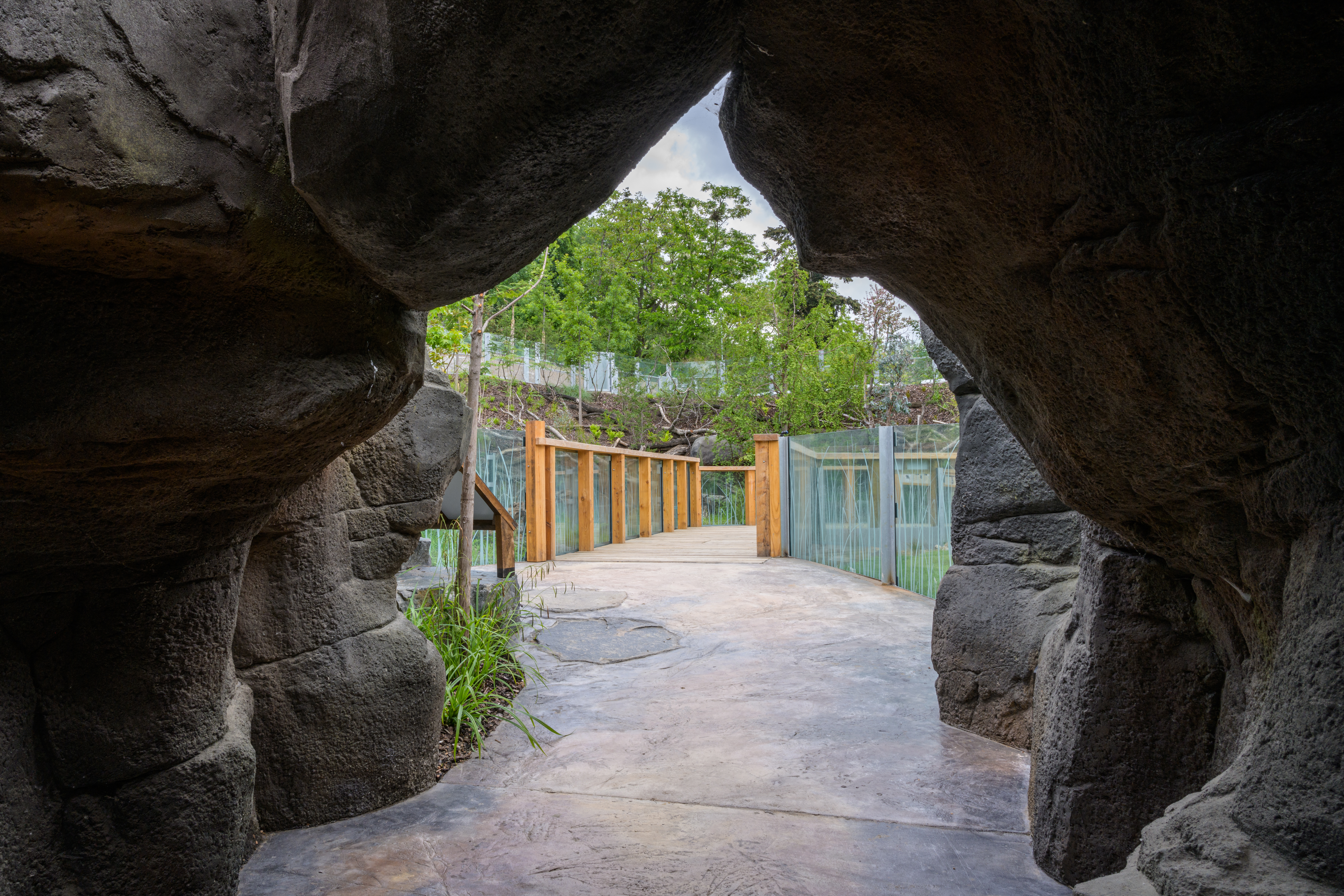
Expozice Darwinův kráter
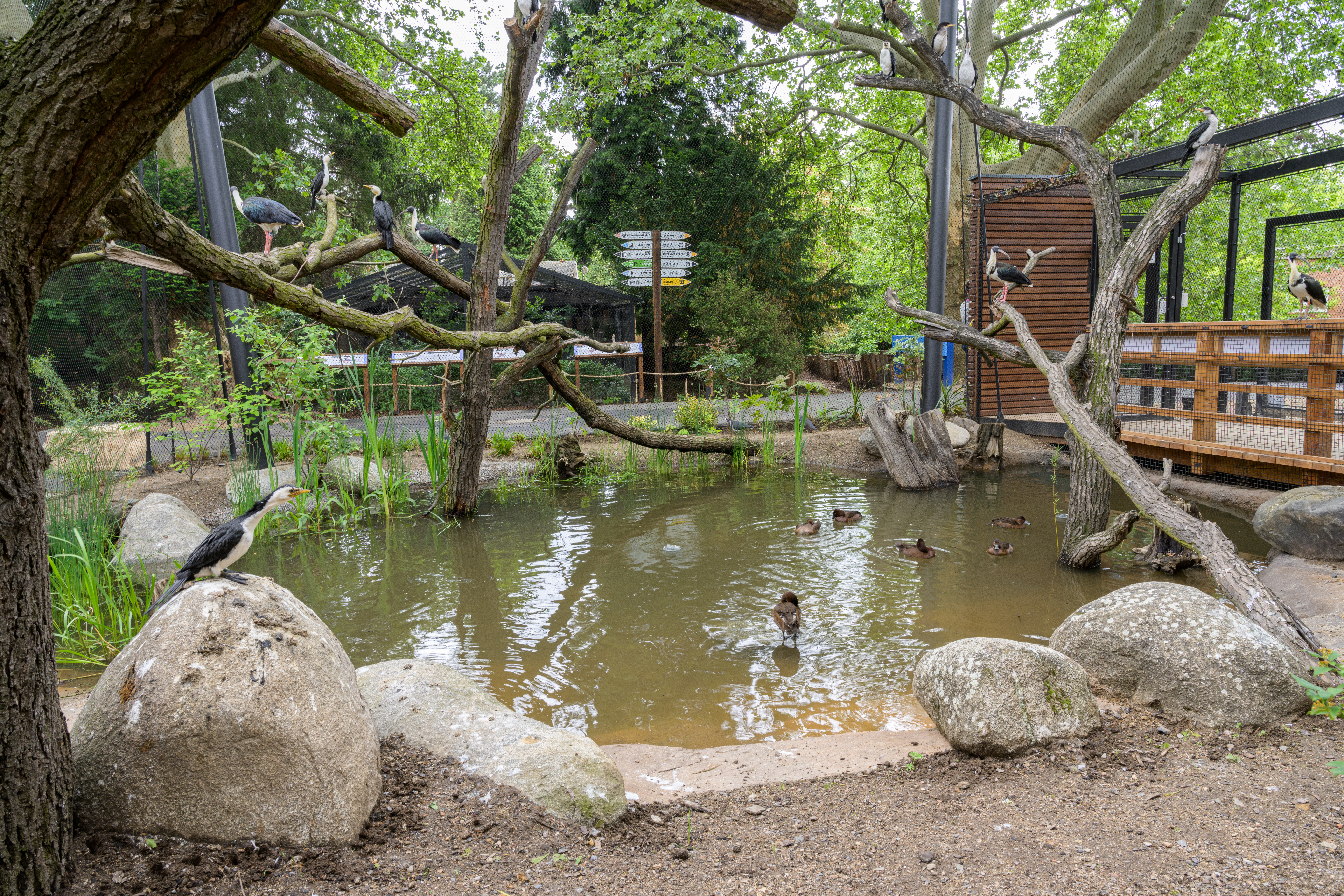
Průchozí voliéra ptáků australských mokřadů a vod
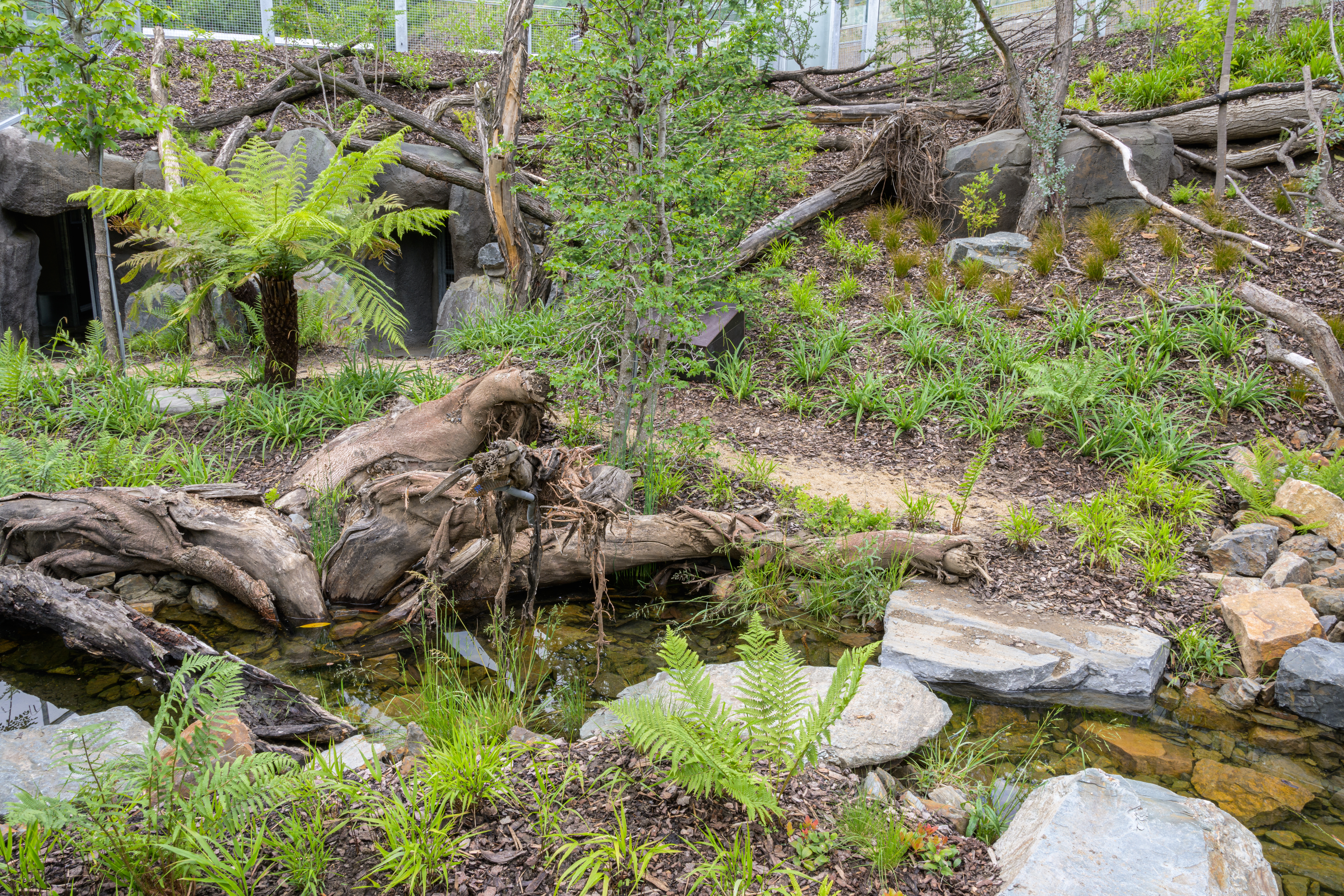
Výběh ďáblů medvědovitých
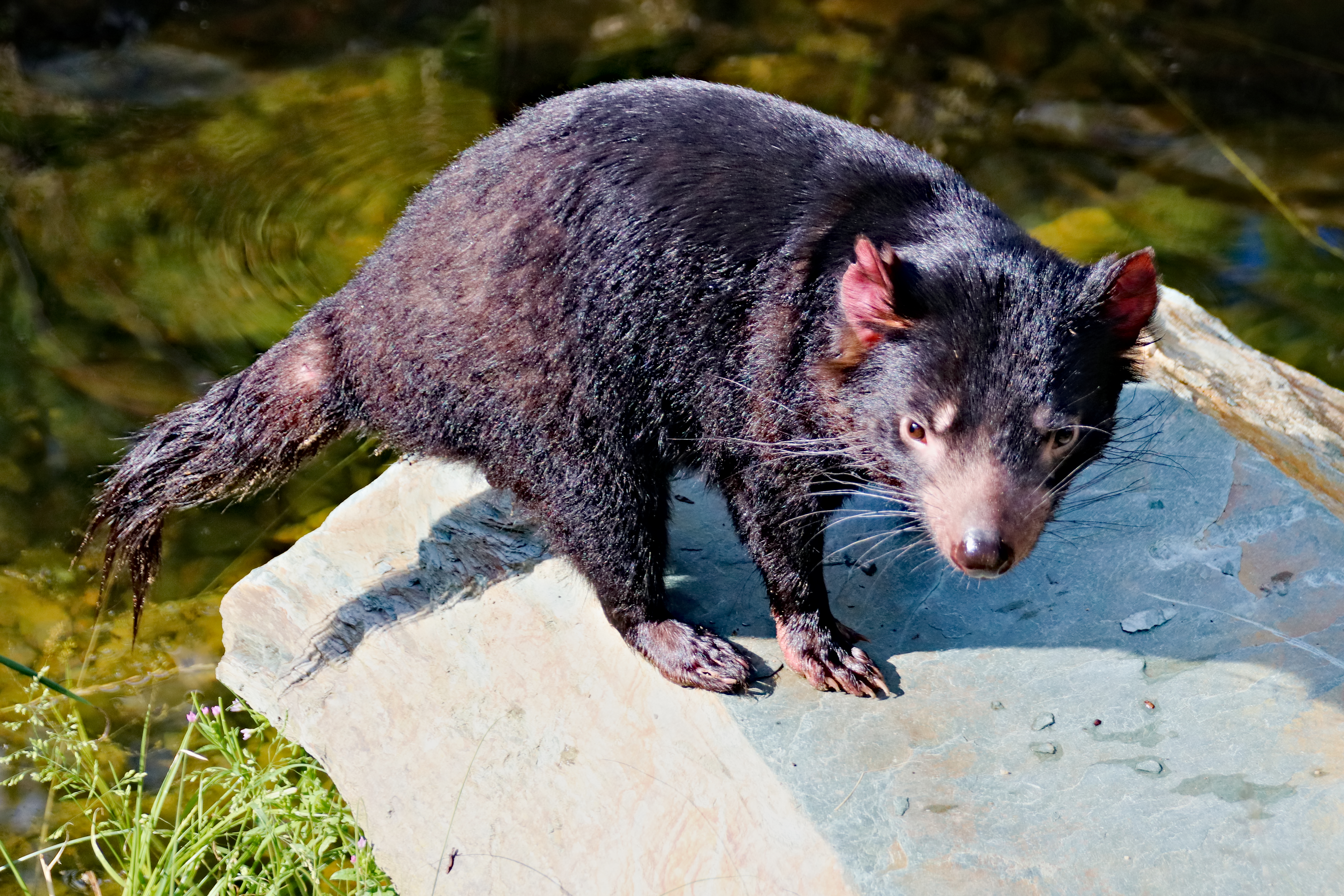
Ďábel medvědovitý v Zoo Praha

## Základní údaje
- celková plocha: 4 600 m2
- plocha průchozího výběhu klokanů: 900 m2
- plocha výběhů ďáblů medvědovitých: 600 m2
- plocha výběhů klokanů parma a hus kuřích (později i vombatů obecných): 225 m2
- plocha voliér ptáků: 120 m2
- cena výstavby: 78,1 mil. Kč bez DPH[11]

## Seznam chovaných druhů

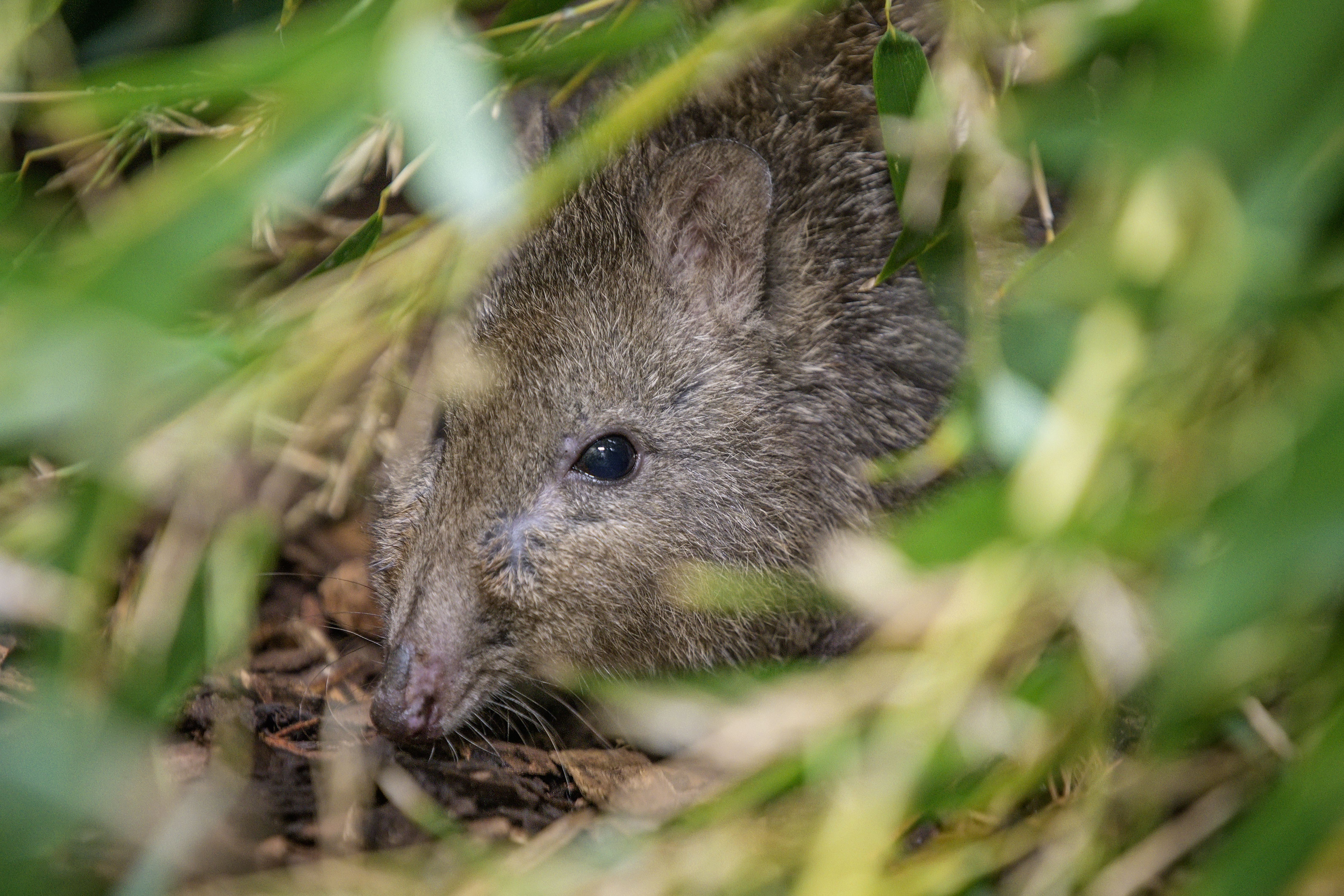
Klokánek krysí v Zoo Praha

### Savci

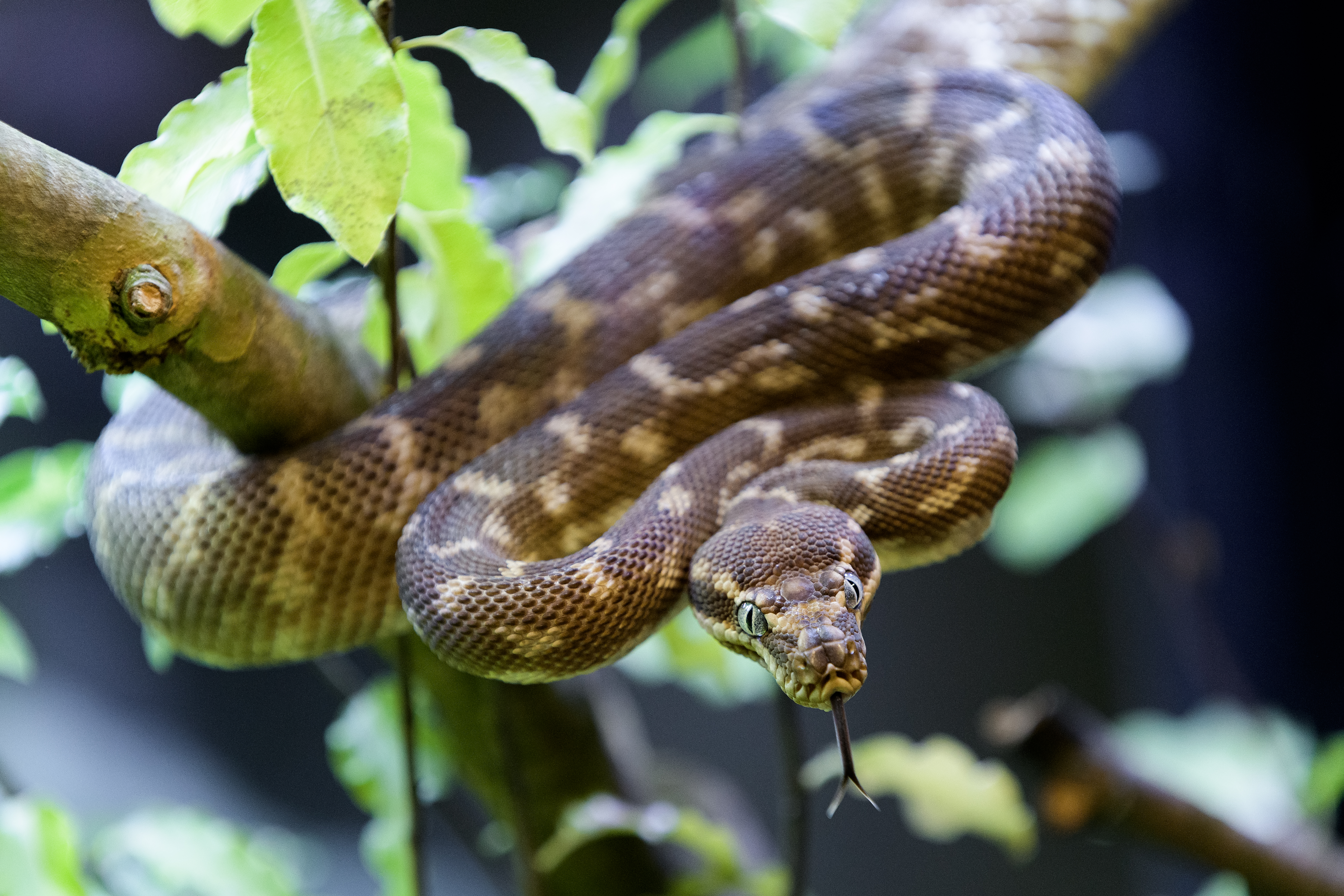
Krajta kýlnatá v Zoo Praha

- ďábel medvědovitý
- klokan parma
- klokan obrovský
- klokan rudokrký
- klokánek krysí
- ježura australská
- vombat obecný (od 08.12.2021)
- Klokánek králíkovitý

### Ptáci

#### Voliéra Ptáci z mokřadů
- polák hnědavý
- husice australská
- ledňák modrokřídlý
- holub wonga
- kormorán černobílý
- ibis slámokrký
- kvakoš rezavý

#### Voliéra Ptáci z buše

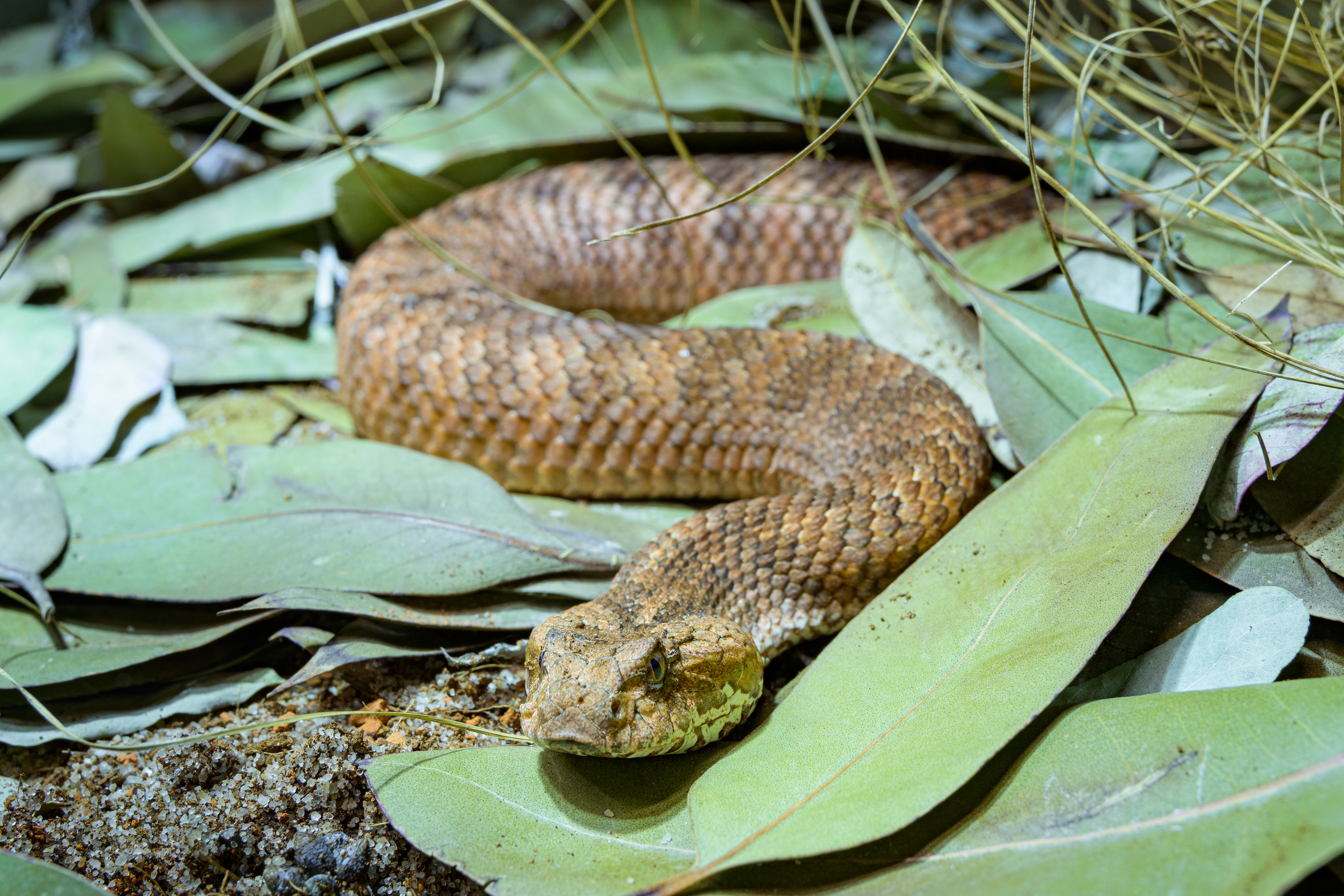
Smrtonoš zmijí v Zoo Praha

- holub pokřovní
- lelkoun soví
- andulka vlnkovaná
- papoušek žlutoramenný
- tabon lesní
- kakadu havraní

### Plazi
- smrtonoš zmijí
- krajta kýlnatá[11]

## Zajímavé rostliny
- stromové kapradiny – např. z rodu Cyatea či diksonie (Dicksonia antarctica)
- blahovičník Gunnův
- orchidej Dendrobium kingianum
- rozvitec (Anigozanthos)
- opuč (Chamelaucium)
- štětkovec[11]
- šácholan velkokvětý
- metasekvoje čínská
- cypřišek Lawsonův[12]